# Конгрегация Марии Непорочной Царицы
Конгрегация Марии Непорочной Царицы (лат. Congregatio Mariae Reginae Immaculatae, CMRI) — международное католическое (седевакантистское) объединение монахов и священников-традиционалистов, основанное в 1967 году Фрэнсисом Шукардтом и Дэнисом Чикоином в США.
Как и другие седевакантистские организации, отвергает Второй Ватиканский собор и всех последних пап римских (начиная с Иоанна XXIII), признавая Sede Vacante. Конгрегация посвящена Деве Марии и популяризации Фатимских явлений, покровителем организации считается Людовик Мария Гриньон де Монфор. 
Миссии Конгрегации Марии Непорочной Царицы присутствуют в более чем 20 странах мира, в том числе в России. Во владении Конгрегации находятся 2 семинарии, 6 монастырей и 20 католических школ.
В России есть ассоциированный с Конгрегацией Марии Непорочной Царицы священник Александр Крысов, который служит тридентские мессы в Москве (Ораторий св. Пия V), Севастополе и некоторых других городах.

## История

### Основание
Конгрегация Марии Непорочной Царицы была основана в 1967 году Фрэнсисом Шукардтом и Дэнисом Чикоином в Кер-д’Алене, штат Айдахо. Изначально это была религиозная группа воцерковленных католиков внутри общепризнанной Римско-католической церкви, стремившаяся распространить почитание Девы Марии и Фатимских явлений, приобретая со временем черты монашеского объединения. В 1969 году, получив одобрение американского епископа Сильвестра Уильяма Трейнена, Шукардт основал религиозную конгрегацию братьев и сестёр.
После осуществления реформ Второго Ватиканского собора, данная группа католиков пришла к выводу, что Павел VI не был настоящим Папой Римским. Шукардт обратился к священникам, разделявшим его взгляды. В начале 1970-х годов, он был рукоположен сначала в священники, а потом и в епископы старокатоликом Даниэлем Брауном.
В 1977 году Конгрегация покупает старый иезуитский центр Монт-Сент-Майкл в Спокане, штат Вашингтон. Он стал центром общины.
В июне 1984 года Чикоин исключил Шукардта из Конгрегации.

### Обретение духовенства
Осенью 1984 года, священники Конгрегации Марии Непорочной Царицы — сомневаясь в действительности собственных рукоположений от старокатоликов, искали католического епископа для перерукоположения. Совершить обряд согласился Джордж Мюсей из линии епископов рукоположенных Нго Дин Туком. 23 апреля 1985 года, трое оставшихся в Конгрегации священников прошли формальный акт публичного отречения от ошибок перед епископом Мюсеем на тот случай, если ранее их суждения или действия могли бы быть осуждены католическим учением, затем он совершил перерукоположение.
В 1986 году был проведен первый Генеральный капитул Конгрегации, который принял устав и конституцию объединения. В том же году все принятые документы были одобрены епископом Робертом МакКенной (OP), происхождение хиротонии которого также восходит к архиепископу Туку.
В 1989 году священник Марк Пиварунас был избран Генеральным настоятелем, то есть стал главой CMRI. Через два года его рукоположил в епископы Моисес Кармона из Туковской линии. 

### Современное состояние
На сегодняшний день центром Конгрегации Марии Непорочной Царицы является международная семинария Матери Божьей в Омахе, штат Небраска. В то же время главный монастырь сестёр находится в Спокане, штат Вашингтон. 
Миссии и приходы Конгрегации есть в Канаде, Австралии, Новой Зеландии, Европе, Центральной и Южной Америке. Среди европейских стран Конгрегация Марии Непорочной Царицы представлена в Великобритании, Франции, Германии, Чехии, Швейцарии, Италии и России. Два греко-католических прихода в юрисдикции Конгрегации Марии Непорочной Царицы есть на Западной Украине. В целом, Конгрегация содержит более 70 приходов, часовен и храмов по всему миру.

## Россия
В начале 2000-х годов из московской общины лефевристов вышла крупная группа прихожан (Ораторий св. Пия V) во главе со старостой Александром Крысовым, который через некоторое время поступил на учёбу в семинарию Матери Божьей в Омахе. Пока у общины отсутствовал постоянный священник, её в основном окормлял немецкий священник Евгений Рислинг, ассоциированный с Конгрегацией Марии Непорочной Царицы и занимающийся духовным попечительством ряда европейских приходов Конгрегации. 
В 2008 году Александр Крысов был рукоположён в священники епископом и Генеральным настоятелем Конгрегации Марии Непорочной Царицы Марком Пиварунасом, с этого года у Оратория св. Пия V (прихода св. Людовика) есть свой священник. Мессы периодически служились в Санкт-Петербурге. В 2019 году из общепризнанной Римско-католической церкви в Крыму и на юге России вышли традиционно настроенные прихожане, которые основали в Севастополе приход св. Климента, присоединившись к европейским приходам ассоциированным с Конгрегацией. В нём также периодически служились мессы.